# ساختمان‌سازی طبیعی

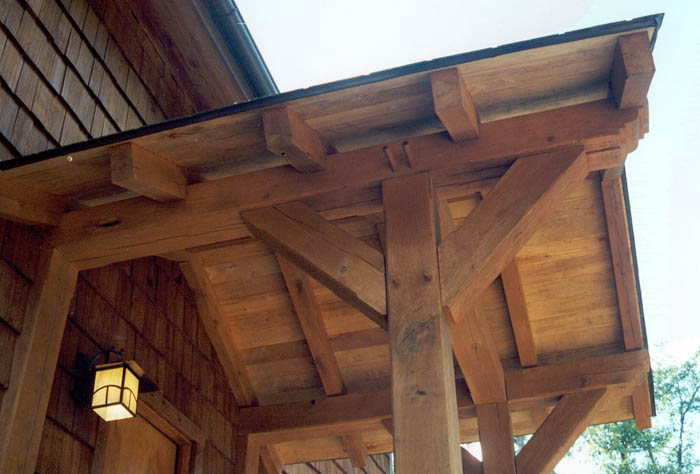
ایوان یک خانه چوبی مدرن

ساختمان‌سازی طبیعی (به انگلیسی: Natural building) شامل طیفی از سیستم‌های ساختمانی و مصالحی است که بر اساس اصل «استفاده به اندازه منابع طبیعی» ساخته شده‌اند. راه‌های رسیدن به این هدف از طریق بنای ساختمان‌های طبیعی متمرکز بر دوام داشتن و استفاده از منابع تجدیدپذیر فراوان یا قرار گرفته تحت کم‌ترین سطح پردازش و همچنین منابع بازیافت شده‌ای که محیط‌های زندگی سالمی را ایجاد کرده و کیفیت هوای درون ساختمان را حفظ می‌کنند، می‌باشد. ساختمان طبیعی بیشتر از تکنولوژی وابسته به فعالیت انسانی است. بنا بر نظر «مایکل جی اسمیت،» از نظر محل خاص احداث ساختمان و نیازها و شخصیت ساختمان سازان و کاربران آن، وابسته به بوم‌شناسی محلی، زمین‌شناسی و اقلیم می‌باشد. اساس ساختمان طبیعی، نیاز برای کاهش تأثیر محیطی ساختمان‌ها و سایر سیستم‌های پشتیبانی‌کننده از آن‌ها، بدون صرف نظر از جنبه‌های آسایش، سلامتی یا زیبایی می‌باشد. جهت بنای ساختمان طبیعی ابتدا از مصالح تجدیدپذیر، بازیافت شده، مورد استفاده مجدد قرار گرفته یا مصالحی که به وفور در دسترس قرار دارند، استفاده می‌شود. استفاده از مصالحی که به سرعت قابل تجدید هستند، مورد توجه زیادی قرار گرفته‌است. علاوه بر اتکا بر مصالح ساختمانی طبیعی، تأکید بر طراحی معماری افزایش یافته‌است. جهت‌گیری ساختمان، کاربرد اقلیم محلی و شرایط محل احداث، تأکید بر تهویه طبیعی از طریق طراحی، به گونه‌ای اساسی هزینه‌های عملیاتی را کاهش داده و تأثیر مثبتی بر محیط می‌گذارند. بنای ساختمان در فضای کوچک و به حداقل رساندن آثار بوم شناختی و همچنین مدیریت کسب انرژی در محل، جذب آب محلی، متناوب کردن تصفیه فاضلاب و استفاده مجدد از آب، امری مرسوم می‌باشد.

## مصالح

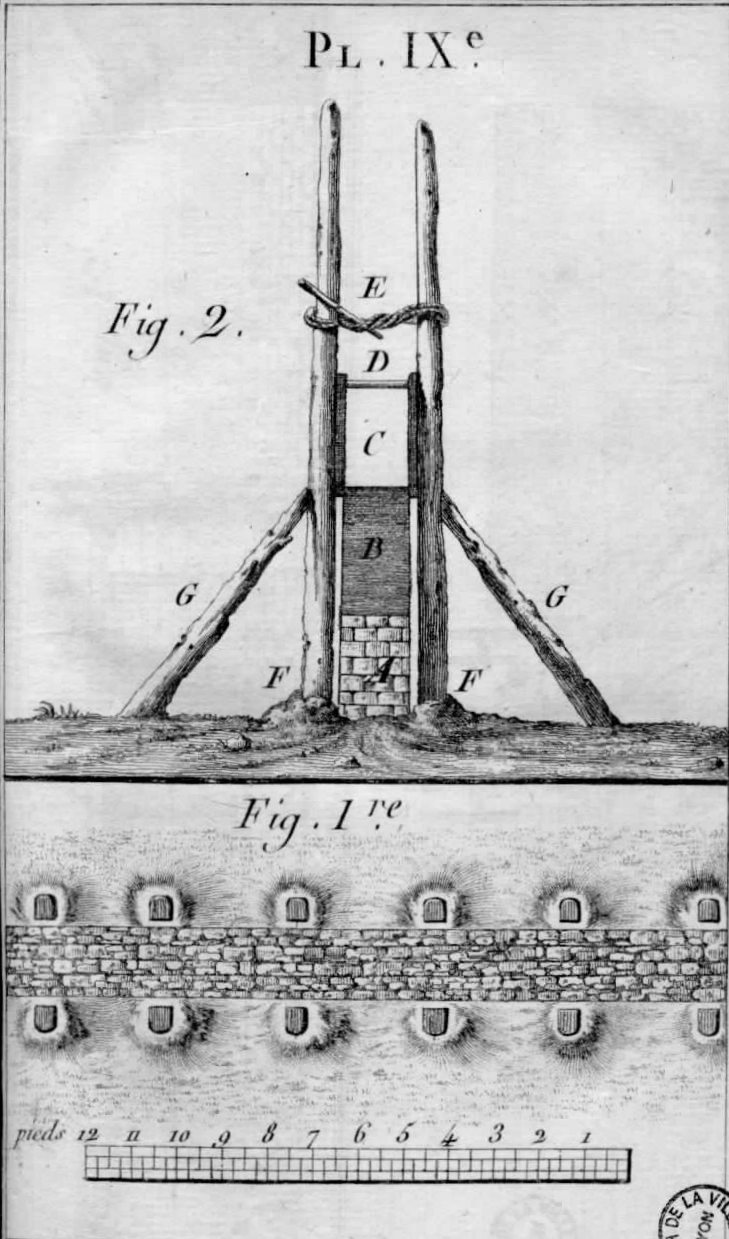
مصالح در ساختمان‌سازی طبیعی

مصالح رایج برای بسیاری از انواع ساختمان‌های طبیعی، سفال و شن می‌باشد که به هنگام آمیختن با آب و معمولاً کاه یا فیبری دیگر، مخلوط حاصله ممکن است کاهگل یا خشت (بلوک‌های سفالین) تشکیل دهد. سایر مصالحی که استفاده از آن‌ها در بنای ساختمان طبیعی رایج است، شامل خاک، (خاک کوبیده شده یا کیسه‌های خاک)، چوب (الیاف چوب یا داربست‌های چوبی، ستون‌ها، شاه تیرها و تیرهای ساختمان)، پوسته‌های برنج، بامبو و سنگ می‌باشد. طیف گسترده‌ای از مصالح بازیافت شده یا مورد استفاده مجدد قرار گرفته که در بنای ساختمان‌های طبیعی رایج هستند شامل: (بخش‌های بازیافت شده ساروج شهری استفاده شده)، تایرها، baleهای تایر، بطری‌های دور ریختنی و دیگر شیشه‌های بازیافت شده می‌باشد. استفاده از مصالح خاصی از جانب بسیاری از متخصصان این نوع ساختمان به دلیل آثار منفی برمحیط و سلامت، مورد اجتناب قرارمی گیر. این مصالح شامل چوب برداشت شده به میزان نامناسب، مواد نگهدارنده سمی چوب، مخلوط‌های سیمانی پرتلند، رنگ‌ها و سایر پوشش‌هایی که ترکیبات آلی فراری (VOCها) رابه شکل گاز آزاد می‌کنند و بعضی از پلاستیک‌ها به ویژه پلی وینیل کلرید(PVC یا وینیل")و آن دسته از پلاستیک‌های حاوی مواد پلاستیکی مضر یا ترکیبات شبه هورمون می‌باشند.

## تکنیک‌ها
بسیاری از روش‌ها، تکنیک‌ها و مصالح سنتی در حال احیا هستند. با این حال معروفیت نسبی این تکنیک‌ها در سراسر جهان متفاوت است.

### خشت
خشت یکی از قدیمی‌ترین روش‌های بنایی ساختمان می‌باشد که تنها آمیزه‌ای از سفال و شن با آب می‌باشد؛ سپس این مخلوط به حال خود واگذاشته شده تا به شکل دلخواه خشک شود. معمولاً خشت به صورت آجر درآورده می‌شود تا بتوان از آن در ساخت دیوار استفاده کرد. ادعاهای مختلفی پیرامون نسبت‌های بهینه سفال و شن (یا توده‌های بزرگ‌تر) مطرح شده‌است. بعضی از آن‌ها حاکی از این هستند که بهترین خاک تشکیل دهنده خشت حاوی سفال ۱۵–۳۰٪ جهت چسباندن مواد به همدیگر می‌باشد. دیگران بر این باورند که نسبت یکسان سفال و شن جهت جلوگیری از ترک خوردن یا تکه‌تکه شدن آجرها، ایده‌آل است. گاهی اوقات خشت با مقدار کمی از امولسیون سیمان یا آسفالت جهت مقابله بهتر با هوا تثبیت می‌شود. بلوک‌ها می‌توانند یا به صورت قالبی درآورده شده و خشک شوند یا به شکل توده درآورده شوند. خشت‌هایی که به رنگ سفال درآمده و با روغن طبیعی صیقل داده شده‌اند، سطحی جذاب و ارتجاعی ایجاد می‌کنند. جهت محافظت از دیوارها و کاهش میزان تعمیر آن‌ها، ساختمان‌های خشتی معمولاً دارای large overhanging eves و فونداسیون‌های بزرگ می‌باشند. خشت می‌تواند با استفاده از کاهگل و مخلوط‌های آهکی اندود شود. خشت از جرم حرارتی (thermal mass) مناسبی برخوردار است. این امر بدین معناست که انتقال حرارت یا سرما از آن به کندی صورت می‌گیرد. با این حال خشت عایق خوبی نیست؛ بنابراین عایق بندی (ترجیحاً در سمت بیرون ساختمان) یا یک دیوار دوگانه ساخته شده با فضایی از هوا یا عایق درمیان می‌تواند اضافه شود. خشت سنتی ضخیم و فاقد عایق در نواحی فاقد زمستان‌های سخت یا در مناطقی که آفتاب روزانه در طی دوره‌های سرما موجود است، بهترین عملکرد را دارد. 

### کاهگل

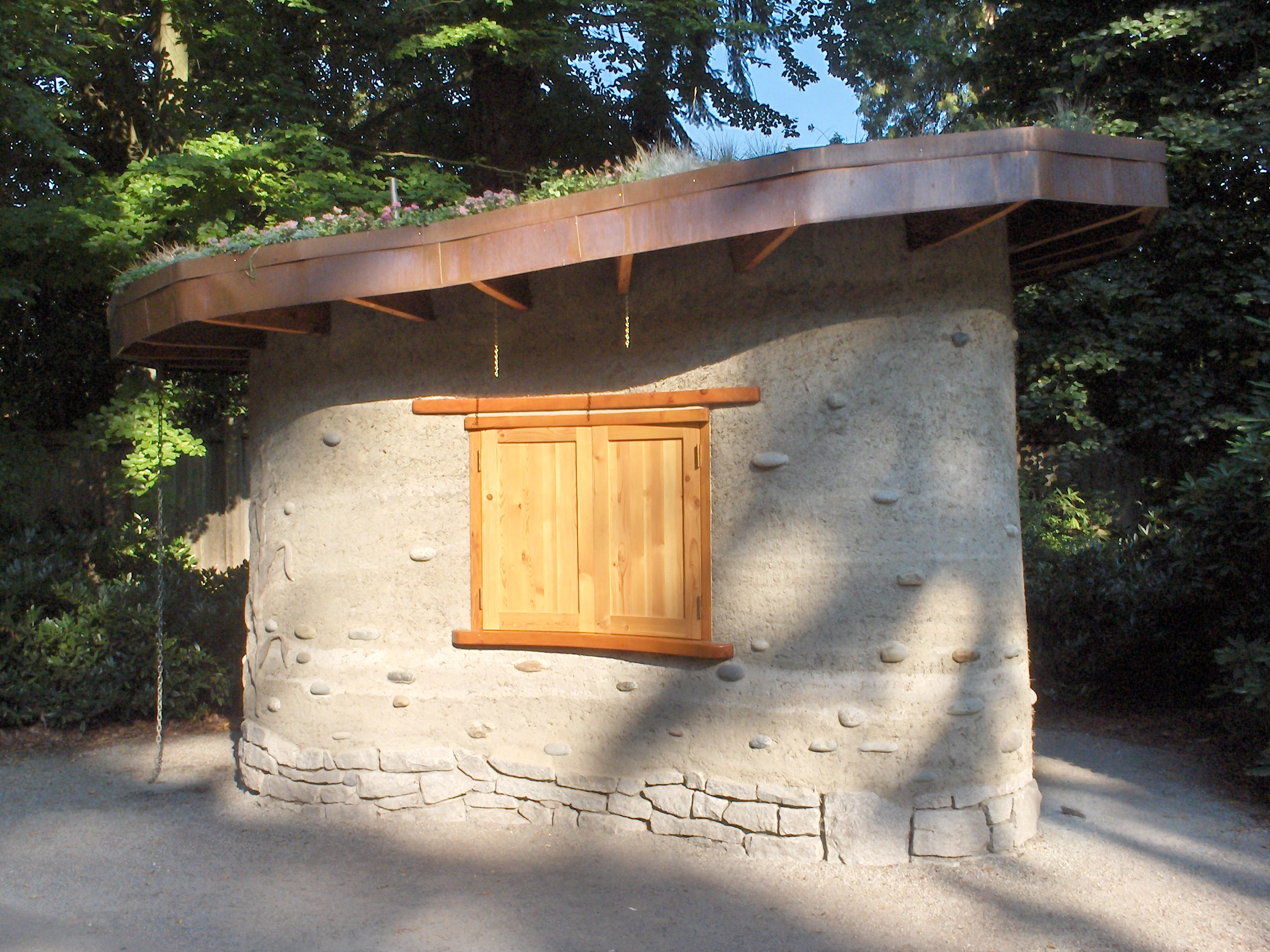
یک خانه گاهگلی کوچک با سقف زنده

اصطلاح کاهگل جهت توصیف یک سیستم ساختمانی یکپارچه به کار می‌رود که بر پایه مخلوطی از سفال، شن و کاه می‌باشد. ساختمان از هیچ فرم، آجر یا داربست چوبی استفاده نمی‌کند، بلکه از سطح زمین به سمت بالا ساخته شده‌است. بسیاری از اشکال ساختمانی «گل» در بسیاری از بخش‌های جهان به مدت قرن‌ها تحت عناوین متفاوتی ساخته شده‌اند و حداقل به ۱۰۰۰۰ سال پیش بازمی‌گردند. ساختمان کاهگلی در انگلستان از پیش از قرن ۱۳ مورد استفاده قرار گرفته و پس از جنگ جهانی اول محبوبیت خود را از دست داد. اگرچه که امروزه مجدداً احیا شده‌است. کاهگل یکی از ساده‌ترین و ارزان‌ترین تکنیک‌های ساختمانی موجود است هرچند که معمولاً نیازمند کار زیادی می‌باشد. مزیت دیگر کاهگل، تطبیق پذیری آن می‌باشد؛ می‌تواند به آسانی به هر فرمی درآورده شود. با این که ساختمان‌سازی کاهگلی در انگلستان تا اواخر قرن ۱۹ از رونق افتاده بود، هزاران سازه کاهگلی تا زمان حال همچنان استمرار یافته‌اند (در انگلستان به تنهایی، ۲۰۰۰۰ در دوون(Devon)). در واقع تخمین زده می‌شود که از یک سوم تا یک دوم جمعیت جهانی امروزه در خانه‌های گلی زندگی می‌کنند. هرچند که این گونه سازه‌ها همراه با سازه‌های «کم ارتفاع» در یمن و دیگر کشورهای خاورمیانه به مدت قرن‌ها در ساختمان‌های «برج مانند» بیشتر از ۸ طبقه استفاده شده‌است. مخلوط‌های شبه کاهگل نیز به عنوان خمیر یا پرکننده در چندین روش ساختمان‌سازی طبیعی همچون خشت، کیسه‌های خاک، داربست‌های چوبی، الیاف چوب، straw bale استفاده می‌شوند؛ بنابراین خاک از جمله ترکیبات اولیه ساختمان‌سازی طبیعی می‌باشد. 

### بلوک‌های خاک فشرده شده
بلوک‌های خاک فشرده شده یا (CEB)، مصالح ساختاری هستند که از خاک زیر پای شما جهت ساختن طیف گسترده‌ای از سازه‌ها شامل خانه‌ها، مدارس، کلیساها، کلینیک‌ها، مغازه‌ها، مانع‌ها و استحکامات ساخته شده‌است. بلوک‌های خاک فشرده شده به واسطه فشردن خاک و سیمان پرتلند۶–۱۰٪ (به عنوان تثبیت‌کننده) در یک دستگاه پرس هیدرولیکی، ساخته می‌شوند. این بلوک‌ها می‌توانند پس از تیمار به مدت ۷ روز جهت به کار بردن در ساختمان استفاده شوند. این بلوک‌ها پس از یک دوره تیمار ۲۸ روزه به بیش‌ترین میزان استحکام خود رسیده و نسبت به آب مقاوم می‌شوند.

### الیاف چوب
سازه الیاف چوب اصطلاحی است که برای یک روش ساختمان‌سازی طبیعی که در آن الیاف چوب یا قطعات کوتاه درخت پوست کنده شده، به صورت ضرب در همراه با مخلوط‌های بنایی یا کاهگل جهت ساختن دیوار استفاده می‌شود، به کار می‌رود؛ بنابراین، الیاف چوب جهت قرار گرفتن در دیوار معمولاً میان ستون‌ها در یک سازه داربست چوب، از درون پر می‌شوند. ساختمان‌سازی با الیاف چوب می‌تواند با سایر روش‌ها (به عنوان مثال خاک کوبیده شده، کاهگل یا سفال سبک (light clay)) جهت تولید ترکیباتی زیبا ادغام شود. ساختمان‌سازی با روش الیاف چوب جرم حرارتی (thermal mass)نسبتاً بالایی را ایجاد می‌کند که جهت به حد اقل رساندن نوسانات دما مفید می‌باشد.

### کیسه خاک
خاک معمول‌ترین ماده پرکننده‌ای می‌باشد که در تکنیک‌های ساخت دیواراز طریق کیسه استفاده می‌شود. این روش ساختمان‌سازی از پلی پروپیلن بندی شده یا کیسه‌های فیبر طبیعی (کرباس) پر شده با خاک یا سایر مخلوط‌ها همراه با تثبیت‌کننده یا بدون آن همچون سیمان پرتلند جهت ساخت پایه‌های ستون‌ها، فونداسیون‌ها، دیوارها و حتی سقف‌های گنبدی استفاده می‌کند. در سال‌های اخیر ساختمان‌سازی با کیسه‌های خاک به یکی از تکنیک‌های اعمال شده در سطح وسیع در ساختمان‌سازی طبیعی بدل شده‌است. این روش، ساخت سازه‌های مجهز و اغلب شکل گرفته از خاک کوبیده شده به هر شکل را تسهیل می‌نماید. محبوبیت رو به رشد آن به استفاده آن از ماده فراوان به راحتی قابل دسترس اغلب در محل احداث (خاک) با یک روش ساختمان‌سازی بالقوه ارزان که انعطاف‌پذیر بوده و یادگیری و اعمال آن آسان می‌باشد، وابسته‌است. با این حال از آن جایی که خاک عایق ضعیفی می‌باشد، در شرایط آب و هوایی افراطی، سایر گونه‌های پرکننده در حال حاضر کشف شده‌اند که می‌توانند جایگزین سنگ خارا، پوسته‌های برنج یا ماده دیگری با میزان نارسانایی بهتر برای تمام یا بخشی از خاک شوند (همچنین رجوع شود به سازه‌های متشکل از کیسه‌های پر شده با پوسته‌های برنج).

### خاک کوبیده شده
خاک کوبیده شده ماده‌ای وابسته به زمین بوده که جهت ساخت دیوار از آن استفاده می‌شود. این نوع خاک از ریگ، شن و سفال فشرده شده ساخته شده و بسیار محکم و با دوام می‌باشد. دیوارهای متشکل از خاک کوبیده شده، متراکم، محکم و شبه سنگ می‌باشد که از نظر محیطی دارای مزایای بسیار بوده و دارای ویژگی‌های تعمیری پایینی می‌باشد. به عنوان گزینه‌ای بسته به اقلیم یا مسائل مربوط به زلزله، می‌توان عایق قوی را در قسمت داخلی دیوار قرار داد و همچنین می‌توان ازاستیل برای استحکام بخشیدن به آن استفاده کرد. خاک کوبیده شده به مدت حدود ۱۰۰۰۰ سال در کلیه انواع ساختمان‌ها از کم ارتفاع تا بلند و از کله‌های کوچک تا کاخ‌ها، استفاده شده‌است.
دیوارهای ساخته شده از خاک کوبیده شده از طریق کوبیدن زیر خاک (ریگ، شن و سفال) و تبدیل آن به شکل قابل جابجایی و قابل استفاده مجدد به واسطه روش‌های دستی یا با استفاده از ماشین در محل تشکیل می‌شوند. در خاک کوبیده شده سنتی، مخلوطی از حدود ۷۰٪ توده (ریگ، شن) و ۳۰٪ سفال بهینه می‌باشد. جهت به دست آوردن رنگ مطلوب، به مخلوط مواد رنگی اضافه می‌شود. حدود ۵ تا ۱۰ اینچ از زیر خاک مرطوب مختلط درون فرم‌ها قرار گرفته و جهت حداکثر فشردگی، کوبیده می‌شود. این فرایند تا جایی که دیوار به ارتفاع مطلوب برسد، ادامه می‌یابد. پس از حذف فرم‌ها آنچه باقی می‌ماند، دیواری است که ساختاری بوده و بیش از هزار سال دوام می‌یابد.
در قرون گذشته، کشورهای آمریکای لاتین، این نوع ساختار خاک کوبیده شده را خشت می‌نامیدند. امروزه نوآوری‌های مدرن قابلیت استفاده عملی از این آجرهای شکل گرفته از خاک کوبیده شده را دارا بوده و این کاربردها را با پیشرفت‌های علمی جهت تولید فراورده‌ای تثبیت‌کننده خاک همچون AggreBind ادغام می‌سازند. شرکت‌هایی هم چون AggreBind، ویژگی‌های سازگار با محیط آجرهای تشکیل شده از خاک کوبیده شده را باپلیمرهای جدید اکریلیک استیرن که دارای بنیان آب بوده و در عرض به هم متصل هستند، ادغام می‌سازند. این پلیمرها قادر به ایجاد جاده‌ها و ساختمان‌های سبزی می‌باشند که مستحکم تر و امن تر از روش‌های سنتی بنا کردن این گونه ساختمان‌ها هستند. دراقلیم معتدل با شب‌های خنک و روزهای گرم در پرت پرت (استرالیا) واقع در غرب استرالیا دمای درون یک کابین کوچک تشکیل شده از خاک کوبیده شده به مساحت ۱۲m۲ در طی یک تابستان طولانی مدت بسیار گرم در سال ۲۰۱۲ کنترل شد و مشخص شد که دمای درون کابین حتی در یک روز بسیار گرم با دمای ۴۵ درجه به میزان ثابتی به اندازه ۱۰ تا ۱۵ درجه خنک تر از دمای بیرون در سایه بود. هیچ پنجره یا دری غیر از ورودی‌های خالی پنجره و درگاه خالی در کابین، نصب نشده بود. این مسئله نتیجه‌ای بسیار قابل توجه می‌باشد. به هیچ عنوان نیازی به تهویه هوا وجود نداشت؛ بنابراین در صورتی که یک خانه دقیقاً برای چنین آب و هوایی طراحی شده باشد، استفاده از ماده ساختمانی با جرم حرارتی بالا جهت ساخت خانه، این امکان را فراهم می‌سازد که حتی در روزهای تابستانی با دمای ۴۵ درجه، نیازی به تهویه هوا وجود نداشته باشد. البته مسئله اصلی داشتن شب‌هایی خنک می‌باشد؛ بنابراین خاک کوبیده شده همیشه ماده ساختمانی ایده‌آلی نیست.

### سنگ
سنگ به عنوان ماده ساختمانی به مدت هزاران سال مورد استفاده قرار گرفته‌است. مدت‌های زیادی است که این ماده به داشتن دوام بسیار بالا شناخته شده‌است. هرم‌های گیزا، دالان‌های تدفین دربریتانیا و معابد مالتا همگی در بیش از ۴۰۰۰ سال قبل ساخته شده‌اند و همچنان پا بر جا هستند. قدیمی‌ترین شکل ساخت با کمک سنگ تحت عنوان dry stone یا انباشته سازی خشک شناخت می‌شود. این‌ها سازه‌هایی ساده همچون دیوارهای میدانی، پل‌ها و ساختمان‌هایی هستند که از سنگ‌هایی با اشکال نا منظم ساخته شده‌اند که با دقت انتخاب شده و جایگذاری شده‌اند. این امر باعث می‌شود که سنگ‌ها به خوبی بدون لغزش با هم جور شوند. سازه‌ها معمولاً در پایه پهن‌تر بوده و با افزایش ارتفاع باریک‌تر می‌شوند. در ساخت این بناها نیازی به ابزارهای ویژه وجود ندارد. تنها مهارت‌های صنعتگر در انتخاب و جای گذاری سنگ‌ها لازم است. بنایی سنتی با سنگ از انباشته سازی خشک سنگ تکامل یافته‌است. بلوک‌های سنگ در ردیف‌های هم سطح (courses) یا نا همسطح (uncoursed) از نظر ارتفاع قرار داده می‌شوند و با استفاده از ساروج آهک که میان سنگ‌ها مالیده می‌شود، ثابت می‌شوند. بنایی سنتی با سنگ امروزه به ندرت انجام می‌شود؛ به این دلیل که معدن کاری، برش و حمل سنگ، هزینه زیادی دربردارد و فرایند ساخت به زحمت و مهارت زیاد نیازمند است. سنگ، یک ماده ساختمانی با دوام بسیار بالا، نیاز اندک به تعمیر و با جرم حرارتی بالا می‌باشد. سنگ، تطبیق پذیر بوده و در بسیاری از اشکال، اندازه‌ها، رنگ‌ها و بافت‌ها موجود می‌باشد و می‌توان از آن در کف‌ها، دیوارها، آرک‌ها و پشت بام‌ها استفاده کرد. سنگ‌ها به راحتی با مناظر طبیعی ادغام می‌شوند و جهت اهداف ساختمانی دیگر به راحتی بازیافت می‌شوند.

### baleهای نی

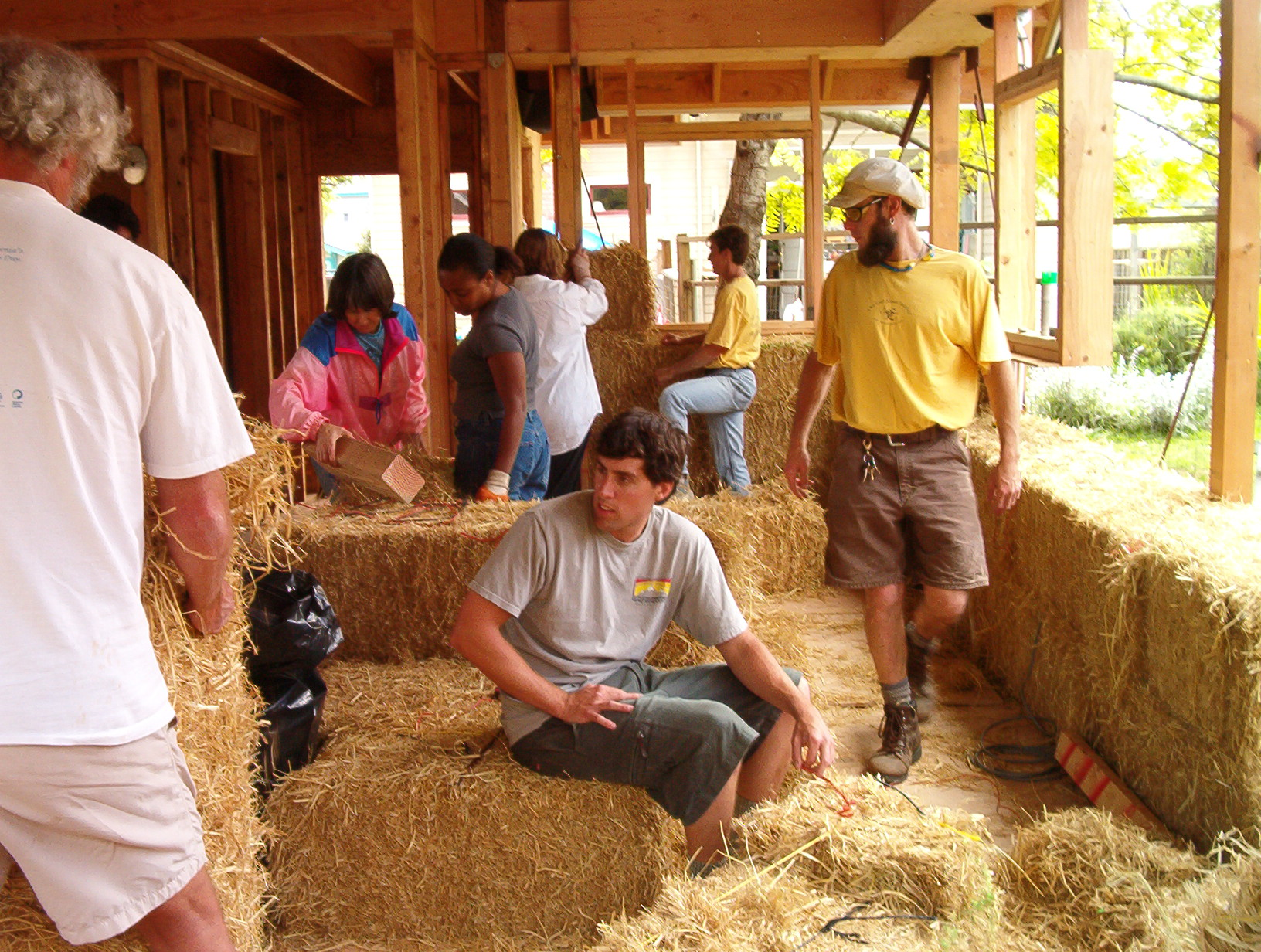
Straw bale construction in Santa Cruz, CA

هرچندکه علفها و نی از زمان ماقبل تاریخ در سراسر دنیا به روش‌های مختلفی در ساختمان‌سازی به کار برده شده‌اند، استفاده از آن‌ها در baleهای کوچک تولید شده به واسطه دستگاه‌ها به اوایل قرن ۲۰ در مرکز نواحی غربی ایالات متحده به ویژه تپه‌های شنی نبراسکا نبراسکا که محلی مملو از علفزارها و مصالح ساختمانی (حتی چمنزارها) دیگری در آن یافت نمی‌شود، بازمی‌گردد. ساختمان‌سازی با استفاده از bale نی معمولاً شامل انباشته سازی مجموعه‌ای از ردیف‌های bale (اغلب در running-bond) بر روی یک پایه یا فونداسیون با ارتفاع بالا و یک مانع رطوبتی در وسط می‌باشد. دیوارهای bale اغلب با کمک سوزن‌های بامبو، rebar یا چوب (قرار گرفته درون baleها یا بر روی سطح آن‌ها) یا به وسیله شبکه‌های سیمی سطحی به هم گره خورده و سپس به کمک مخلوط‌های سیمان مانند stucco، فرمولاسیون‌های وابسته به آهک یا رندرهای (renders) خاک / سفال، گچ کاری می‌شوند. ساختمان‌های bale می‌توانند اسکلتی ساختاری از سایر مواد با وجود baleها در وسط (به عنوان عایق و زیر لایه گچ کاری) با عنوان پرکننده باشند یا این اینکه baleها می‌توانند از ورودی‌ها یا پشت بام تحت عنوان «تحمل‌کننده بار» یا «سبک نبراسکا» پشتیبانی کنند یا ممکن است ترکیبی از اسکلت‌بندی و تحمل بار تحت عنوان bale نی «ترکیبی» به کار رود.
معمولاً baleهای تولید شده در مزارع با کمک ماشین آلات بسیار، مورد استفاده قرار می‌گرفتند (baleهای «زمین»)، اما اخیراً baleهای «مجدداً فشرده شده» با تراکم بالا یا «بلوک‌های نی» بارهایی را که ممکن است پشتیبانی شوند، افزایش می‌دهند. در جایی که baleهای زمینی ممکن است تا حدود ۶۰۰ پوند را در هر فوت از طول دیوار متحمل شوند، baleهای دارای تراکم بالا تا ۴۰۰۰ پوند بر فوت در طول را پشتیبانی می‌کنند و روش پایه‌ای ساخت با bale در حال حاضر به‌طور فزاینده‌ای جهت به هم پیوند دادن اجزای مواد بازیافت شده شامل baleهای تایر و baleهای مقوا، کاغذ، پلاستیک و فرش‌های مستعمل و baleهای bag- contained , تراشه‌های چوب، پوسته‌های برنج و غیره، در حال گسترش می‌باشد.

### اسکلت چوبی

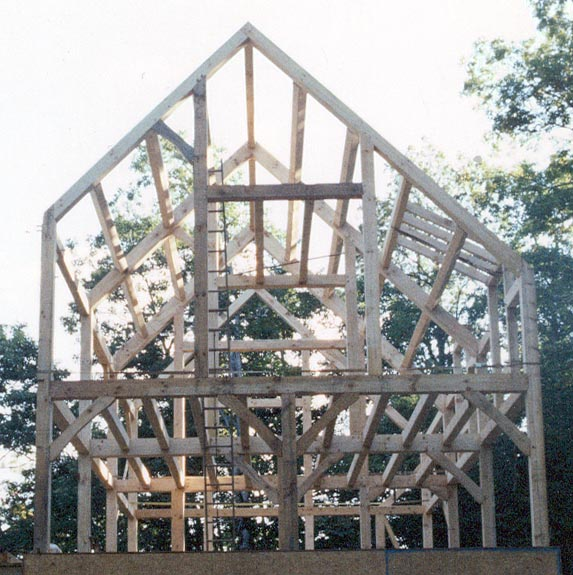
اسکلت تکمیل شده یک خانه مدرن

عناصر پایه‌ای ساختمان دارای اسکلت چوبی- الوارهای متصل، دیوارهای سفالین و سقف‌های کاهگلی در اروپا وآسیا قرن ۱۹ ام در جایگاه خود قرار داشته‌اند. تنها نوع مرسوم ساخت خانه در فرهنگ‌های شمال تا قرن ۱۹ ام باقی‌مانده‌است. صنعتگری اصل مهمی در ساختمان‌سازی به روش اسکلت چوبی بوده و می‌باشد. قدیمی‌ترین سازه‌های دارای اسکلت چوبی همچون چنین سازه‌هایی در ژاپن، به عنوان مثال:کلیساهای پوبی در اسکاندیناوی، هم نمایان گر صنعتگری و هم جنبه‌های فنی چشم‌گیری از طراحی سازه می‌باشند.
اسکلت سازی چوبی از «علف بوریا» استفاده می‌کند. «علف بوریا» یک تکیه گاه سازه همچون یک خرپا می‌باشد که از دو ستون، یک شاه|می‌باشد که از دو ستون، یک شاه تیر متصل‌کننده و دو تیر عرضی، تشکیل شده‌است. این بخش‌ها به واسطه رابط به یک چارچوب متصل می‌شوند. جهت ساخت بایستی جنبه‌های ساختاری علف بوریا را درک کرد. این مسئله همراه با دانش نسبت به رابط، اساس ساختمان‌سازی اسکلت چوبی را تشکیل می‌دهد.
اسکلت سازی چوبی در حال حاضر، روش جدیدی از ساختمان‌سازی که جهت انبوه‌سازی منازل همچون ساختمان‌های عمومی ایده‌آل می‌باشد. در ارتباط با تعدادی از عایق‌های طبیعی و روکش کردن با چوب یا رندرهای آهکی مدرن، امکان ساخت سریع یک ساختمان بر اساس معیارهای متناسب منابع طبیعی با عملکرد بالا با استفاده از محصولات کاملاً طبیعی وجود دارد. مزایای این روش بسیار زیاد هستند- ساختمان در طی دوره حیات خود عملکرد بهتری دارد. زباله سازی کاهش می‌یابد (بسیاری از ضایعات می‌توانند بازیافت شده، تبدیل به کود شده یا به عنوان سوخت استفاده شوند). سازه‌های دارای اسکلت چوبی مکرراً در ترکیب با سایر تکنیک‌های ساختمان‌سازی طبیعی همچون کاهگل، bale نی یا الیاف چوب، به کار می‌روند.